# Mansonia (planta)
Mansonia  es un género  de plantas fanerógamas de la familia Malvaceae con cinco especies. Es originario de Asia. 
Fue descrito por James Ramsay Drummond ex David Prain y publicado en Journal of the Linnean Society, Botany 37: 260, en el año 1905. La especie tipo es Mansonia gagei J.R.Drumm. ex Prain.

## Especies

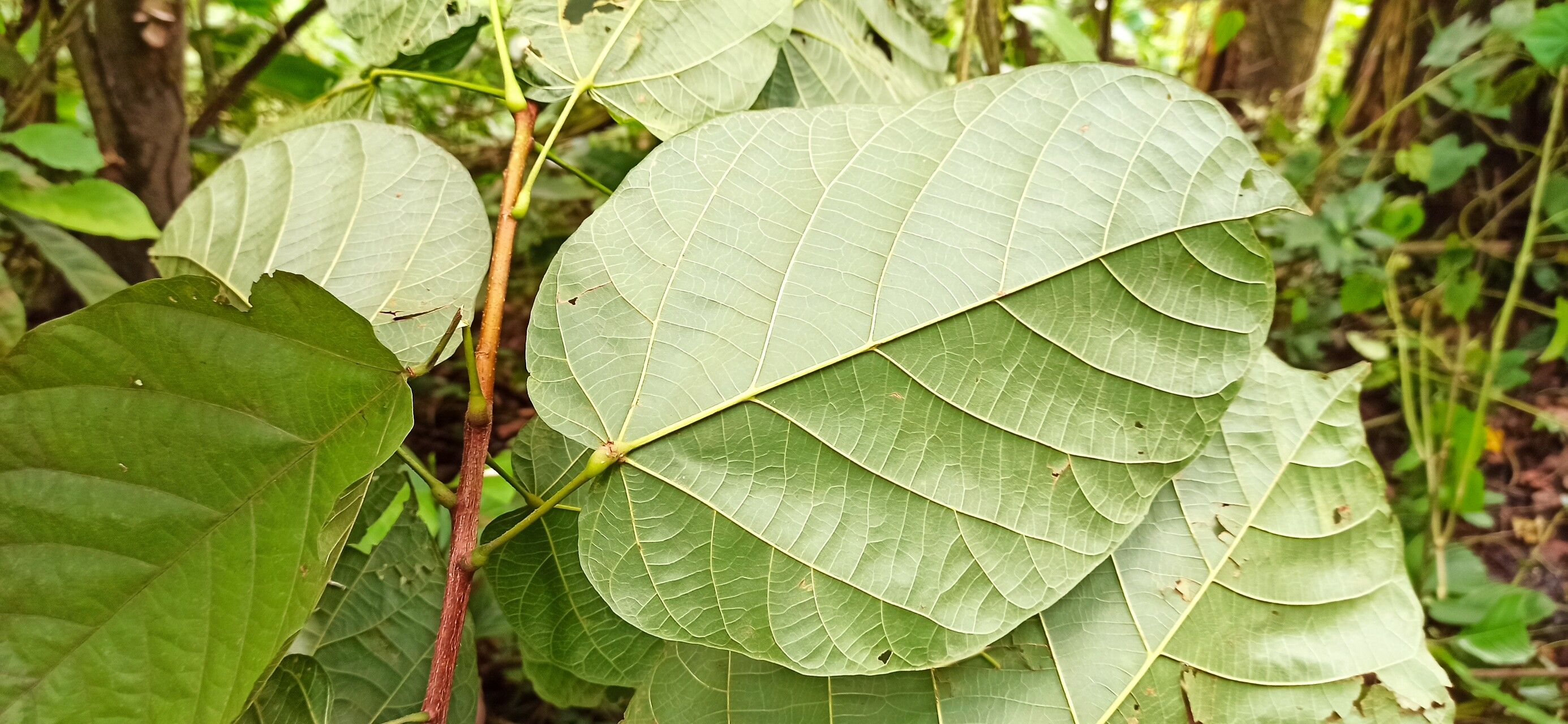
Mansonia altissima

- Mansonia altissima
- Mansonia diatomanthera
- Mansonia dipikae
- Mansonia gagei
- Mansonia nymphaeifolia